# Hennberg (Allerheiligen)
Der Hennberg oder Waltersberg ist ein 560 m ü. A. hoher Berg im unteren Mühlviertel. Er erhebt sich 1,5 km südöstlich von Tragwein in der Ortschaft Hennberg auf dem Gemeindegebiet von Allerheiligen im Mühlkreis (568 m ü. A.). 

## Geographie
Ein Rundwanderweg führt von Tragwein (491 m ü. A.) ins Tal des Kettenbachs  und von dort steil nach oben über den Hennberg und zurück nach Tragwein. Von Bad Zell führt der Wanderweg Brandtnerhöhe - Waltersberg ebenfalls ins Tal des Kettenbaches und über den Hennberg zurück nach Bad Zell.
Der Südabfall ist bewaldet, die flachere Nordseite wird landwirtschaftlich genützt. Der Zweitname hängt mit der Bezeichnung des dort befindlichen Bauernhofes Waltersberger zusammen. Am Fuße des steilen Osthangs, wo die Wanderwege die Bundesstraße nach Bad Zell kreuzen, befindet sich am Kettenbach die Stögmühl (423 m) und ein alter Bildstock. Westlich des Berges verläuft in einem Graben eine Nebenstraße, die zu verstreuten Weilern führt.